# Henry Campbell Black
Henry Campbell Black (ur. 17 października 1860 w Ossining, zm. 19 marca 1927) – amerykański leksykograf.
Henry Campbell Black stworzył słownik prawa, opublikowany po raz pierwszy w 1891 roku, cieszy się do dzisiaj prestiżem jako jeden z największych i najbardziej autorytatywnych słowników prawa w USA i jeden z ważniejszych słowników prawa w świecie angielskim.
Był redaktorem „The Constitutional Review” od 1917 aż do śmierci w 1927 roku.

## Dzieła
- Handbook of American Constitutional Law, 1895, West.,
- A Dictionary of Law: Containing Definitions of the Terms and Phrases of American and English Jurisprudence, Ancient and Modern : Including the Principal Terms of International, Constitutional, and Commercial Law : with a Collection of Legal Maxims and Numerous Select Titles from the Civil Law and Other Foreign Systems, 1891,
- A law dictionary containing definitions of the terms and phrases of American and English jurisprudence, ancient and modern : and including the principal terms of international, constitutional, ecclesiastical, and commercial law, and medical jurisprudence, with a collection of legal maxims, numerous select titles from the Roman, modern civil, Scotch, French, Spanish, and Mexican law, and other foreign systems, and a table of abbreviations, 1910,